# Ernesto Murolo
Pour les articles homonymes, voir Murolo.
Ernesto Murolo  (né à Naples, 4 avril 1876 et mort dans la même ville le 30 octobre 1939) est un poète, dramaturge et journaliste italien. Ses poésies populaires sont en langue napolitaine.

## Biographie
Ernesto Murolo est né à Naples, dans le quartier de  Montecalvario, le 4 avril 1876. Ses parents, Vincenzo Murolo et Maria Palumbo, veulent qu'Ernesto devienne avocat, mais sa  passion est la poésie. Ainsi il quitte l'université et se lance dans le journalisme, commençant à travailler pour la revue Il Pungolo. De là commence une activité d'écriture variée qui, tout au long de sa carrière, en plus du journalisme, touche des domaines aussi variés que la poésie, la comédie, la composition musicale et le théâtre. 
En collaboration avec le compositeur Ernesto Tagliaferri, il a composé quelques-unes des chansons napolitaines les plus célèbres et avec Salvatore Di Giacomo et Libero Bovio, il est un des principaux personnages de l'âge d'or de la chanson napolitaine. Il est le père de l'auteur-compositeur-interprète Roberto Murolo. Une tradition tenace voulait qu'Ernesto soit en réalité un fils illégitime de l'acteur et metteur-en-scène Eduardo Scarpetta (voir Famille Scarpetta-De Filippo).
Sa polyvalence lui permit de se consacrer à plusieurs domaines comme le journalisme, publiant de nombreux articles, de la poésie, composant des chansons et écrivant pour le théâtre en collaboration avec Libero Bovio  Il impuosto, Signurine et Gente nosta.